# Neil Hannon
Edward Neil Anthony Hannon (Derry, 7 de noviembre de 1970) es un cantante y compositor británico-irlandés de pop rock. Es el fundador y líder de la agrupación The Divine Comedy. Además ha realizado contribuciones para series televisivas como Doctor Who, Father Ted y The IT Crowd, y ha trabajado con artistas y bandas como Tom Jones, Air y Rodrigo Leão.

## Discografía

### The Divine Comedy
- Fanfare for the Comic Muse – 1990
- Liberation – 1993
- Promenade – 1994
- Casanova – 1996
- A Short Album About Love – 1997
- Fin de Siècle – 1998
- A Secret History... The Best of the Divine Comedy – 1999
- Regeneration – 2001
- Absent Friends – 2004
- Victory for the Comic Muse – 2006
- Bang Goes the Knighthood - 2010
- Foreverland - 2016

### Otras contribuciones
- The Cake Sale (compilado) – "Aliens"
- Doctor Who: Original Television Soundtrack (compilado) – "Song for Ten"
- Doctor Who: Original Television Soundtrack (compilado) – "Love Don't Roam"
- Amélie (compilado) – "Les Jours tristes" (instrumental) (coescritor)
- L'Absente por Yann Tiersen – "Les Jours tristes" (coescritor)
- The Hitchhiker's Guide to the Galaxy (compilado) – "So Long and Thanks for All the Fish"
- Reload por Tom Jones – "All Mine" (The Divine Comedy)
- Pocket Symphony por Air – "Somewhere Between Waking and Sleeping" (escritor)
- Songs from the Deep Forest por Duke Special – "Our Love Goes Deeper Than This"
- Hyacinths and Thistles por The 6ths – "The Dead Only Quickly"
- Eleven Modern Antiquities por Pugwash – "Take Me Away"
- Punishing Kiss por Ute Lemper – (escritor)
- Les piqûres d'araignée por Vincent Delerm – "Favourite Song"
- A Mãe por Rodrigo Leão – "Cathy"
- God Help the Girl por God Help the Girl – "Perfection as a Hipster" Neil Hannon con Catherine Ireton
- "No Regrets", canción de Robbie Williams - con Neil Tennant de Pet Shop Boys
- The Silent World of Hector Mann por Duke Special - "Wanda, Darling of the Jockey Club"